# Te Puea Herangi
Te Puea Herangi, (9 novembre 1883 - 12 octobre 1952) est une importante personnalité maori néo-zélandaise. Elle est souvent appelée Princess Te Puea.

## Biographie
Né à Whatiwhatihoe, près de Pirongia dans la région du Waikato, elle est la fille de Te Tahuna Herangi et Tiahuia; sa mère est fille du second roi Maori, Tawhiao Te Wherowhero. Le nom de Te Puea vient de la phrase « Puea ahau i te ao », signifiant « je monterai à la surface du monde », mais dans sa famille on l'appelle Te Kirihaehae. Son oncle Mahuta joue un rôle majeur dans son enfance.
En tant que successeur éventuel de son grand-père, on lui enseigne les traditions maori. Elle est éduquée au Mercer Primary School dès l'âge de 12 ans; elle va ensuite à Mangere Bridge School et à Melmerly College à Parnell. Elle est bilingue anglais/maori.
En 1898, lors de la mort de sa mère, elle retourne à contrecœur dans sa famille pour prendre sa place; elle a alors 15 ans. Toutefois, étant jeune et pensant qu'elle mourrait de tuberculose, elle rejette le rôle traditionnel imposé et coupe toute communication avec son peuple.
En 1911, elle y retourne et reprend le rôle traditionnel héréditaire espéré d'elle. Sa première tâche est de militer, avec succès, pour Maui Pomare dans sa candidature pour devenir membre du Parlement en tant que représentant du mouvement Kingitanga.

Te Puea est vite vue comme personnalité importante du mouvement, mais elle commence également à gérer une ferme près de Maungatawhiri. Te Puea est fermement opposée à la conscription, introduite en Nouvelle-Zélande en 1917. Sa ferme devient alors refuge pour tous ceux refusant leur conscription forcée dans la New Zealand Army. Elle est ainsi fidèle à son grand-père, Tāwhiao, chef de tribu des Waikato et second roi Māori. Celui-ci a conclu la paix avec la couronne britannique en 1881 et a interdit à son peuple de prendre les armes:

« Écoutez, écoutez, le ciel en haut, la terre en bas, et tous les gens réunis ici. Le massacre des hommes doit cesser ; la destruction des terres doit cesser. J'enterrerai mon patu dans la terre et il ne se relèvera plus... Waikato, allonge-toi. Ne laissez pas le sang couler à partir de ce moment. »

 Te Puea Hērangi ajoute que Waikato a son propre roi et n'a pas besoin de se battre pour le roi britannique.
À la suite de la pandémie de la grippe de 1918 elle s'occupe d'environ 100 orphelins; ces orphelins deviendront les membres fondateurs de Turangawaewae, à Ngaruawahia. C'est à travers Turangawaewae que Te Puea commence à exercer une influence au-delà de la région du Waikato. La construction du marae est soutenue par Apirana Ngata et l'iwi Ngāti Porou. Elle devient également amie du Premier ministre Gordon Coates et du journaliste Eric Ramsden. C'est de par son amitié avec Ramsden qu'elle et son travail commencent à être vus dans les journaux nationaux. Dans ces articles, on l'appelle le plus souvent Princess Te Puea, qu'elle déplore parce qu'elle dit que le rôle de princesse n'existe pas dans les traditions maori.
En 1913 et 1914, la communauté maori souffre d'une épidémie de variole. Beaucoup de Maori pensant que la maladie était une punition de la part d'esprits mécontents, ils n'allaient pas se faire soigner aux hôpitaux pakeha. Te Puea fait alors construire un petit village de huttes nikau pour y soigner les Maori.
On lui décerne l'ordre de l'Empire britannique en 1937. Un an plus tard, un autre marae est inauguré par le gouverneur-général, Lord Galway.
En 1940, elle achète une ferme près de Ngaruwahia et commence à la développer pour qu'elle devienne une bonne base économique pour Turangawaewae. C'est là qu'elle commence à enseigner ce qui alimentera le mouvement Kingitanga: le travail, la foi (plus spécifiquement, la foi Pai Mārire), et l'unité pan-maori. Elle stresse l'importance de l'iwi, le préférant au hapu.
L'an 1940 est également le centenaire de la signature du traité de Waitangi. Le gouvernement ne tient pas ses promesses concernant les célébrations ; les Tainui refusent alors d'y prendre part.
Te Puea a été élevée par des personnes ayant lutté contre l'invasion du Waikato en 1860 et par des personnes ayant vécu les dures années qui suivirent. Elle n'avait de raison pour aimer ou faire confiance aux Pakeha. Avec le temps, elle vit que la réconciliation était nécessaire. En 1946, après plus de 20 ans de négociations, elle accepte au nom des Tainui un accord offert par le Premier ministre Peter Fraser, de NZ$ 10 000 par an en perpétuité. La somme est dérisoire, mais elle reconnaît le mal fait au peuple.
Te Puea meurt chez elle en 1952 après une longue maladie.